# Griechische Eishockeyliga 2008
Die Saison 2008 war die siebte Spielzeit der griechischen Eishockeyliga, der höchsten griechischen Eishockeyspielklasse. Meister wurde zum insgesamt vierten Mal in der Vereinsgeschichte Iptameni Pagodromoi Athen.

## Modus
In der Hauptrunde absolvierte jede der sechs Mannschaften insgesamt fünf Spiele. Die vier bestplatzierten Mannschaften qualifizierten sich für die Playoffs, in denen der Meister ausgespielt wurde. Für einen Sieg erhielt jede Mannschaft drei Punkte, bei einem Unentschieden gab es ein Punkt und bei einer Niederlage null Punkte.

## Hauptrunde

### Tabelle
| Pl. |                           | Sp | S | N | U | Tore  | Punkte |
| 1.  | Iptameni Pagodromoi Athen | 5  | 5 | 0 | 0 | 70:9  | 15     |
| 2.  | PAOK Saloniki             | 5  | 4 | 1 | 0 | 45:18 | 12     |
| 3.  | Albatros Athen            | 5  | 3 | 2 | 0 | 16:43 | 9      |
| 4.  | Lefka Gerakia             | 5  | 2 | 3 | 0 | 28:63 | 6      |
| 5.  | Avantes HC Chalkis        | 5  | 1 | 4 | 0 | 28:63 | 3      |
| 6.  | Tarandos Mozchatou        | 5  | 0 | 5 | 0 | 13:55 | 0      |

### Playoffs
Halbfinale:
- Iptameni Pagodromoi Athen - Lefka Gerakia 16:1, 15:0
- Albatros Athen - PAOK Saloniki 12:4, 4:8, 1:0

Finale
- Iptameni Pagodromoi Athen - Albatros Athen 6:3, 9:5